# Pittura infamante

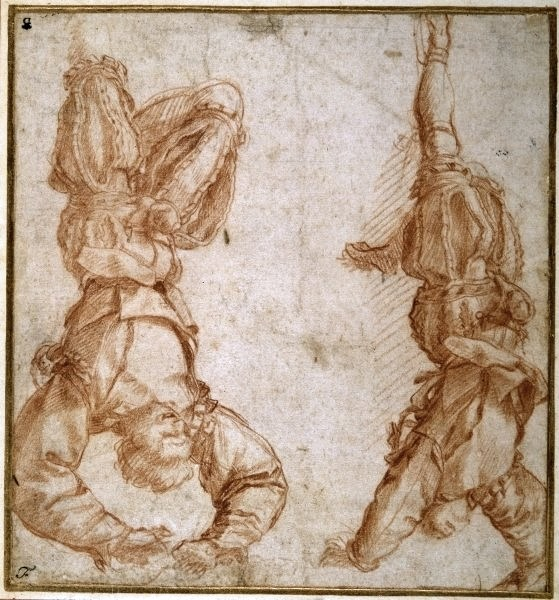
Andrea del Sarto, disegno preparatorio per condannati in contumacia da appendere al palazzo pubblico di Firenze

La pittura infamante (o pittura d'infamia) era una tipologia di pittura diffusa nell'Italia tardo-medievale (XIII-XVI secolo), in particolare nel Nord e nel Centro della penisola, che fungeva da pena per condannati in contumacia, come traditori, ladri, bancarottieri o truffatori che non si era riusciti ad arrestare e che quindi venivano raffigurati in  maniera infamante in immagini che venivano poi esposte in un luogo pubblico della città. La fonte di tale pena derivava da un codice d'onore feudale per il quale la vergogna costituiva la più significativa forma di punizione sociale.

## Storia
Nonostante sia possibile rintracciare testimonianze anteriori riconducibili, in qualche misura, a questa pratica figurativa, l'origine della pittura infamante intesa come un genere a sé stante e definito nei suoi tratti caratteristici viene, di norma, datata alla seconda metà del XIII secolo, quando per la prima volta, in seguito all'avanzamento della riflessione giuridica sui concetti di fama e infamia e a una maggiore propensione per l'utilizzo del mezzo pittorico, alcuni comuni del Centro e Nord Italia iniziarono a prevedere all'interno dei propri statuti l'esistenza di pene infamanti comminate mediante l'uso della pittura. Il fatto che il ricorso a questa particolare tipologia di punizione prenda le mosse proprio in questi decenni non è da considerarsi un fatto casuale. L'origine della pratica è, infatti, strettamente legata a un preciso contesto politico, quello dei comuni a preminenza guelfa, interessati a consolidare il proprio potere e a punire severamente tutti coloro che minavano l'ordine e la stabilità interni. In questa prima fase, la pittura infamante si caratterizzava per un raggio di impiego piuttosto ridotto, che andava a toccare esclusivamente alcuni comuni dell'Emilia Romagna, della Toscana e del Veneto, e per il suo manifestarsi in forme molto variegate, in quanto colpiva indiscriminatamente i colpevoli di un'ampia varietà di reati (quali l'aggressione, la bancarotta, il falso, l'omicidio, la ribellione e il tradimento) appartenenti a qualsiasi categoria, classe o ceto sociale.

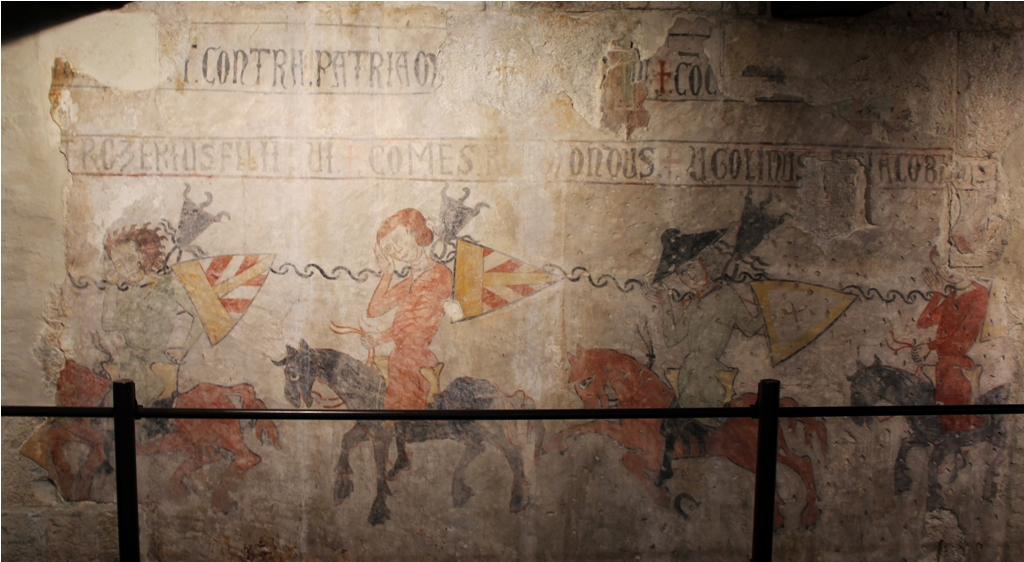
Salone del Broletto, Brescia. Affresco raffigurante un corteo di cavalieri, con le mani sul volto in segno di dolore e con alle spalle una borsa, simbolo di corruzione e avarizia, banditi per aver agito contro la patria.

Intorno alla fine del Duecento, l'uso della pittura infamante uscì dalla fase genetica per entrare nel periodo della maturità. Nel XIV secolo, considerato come il punto culminante dell'intera esperienza, il ricorso a immagini con fini infamanti e punitivi si estese a nuove realtà, andando a comprendere comuni del Piemonte, della Lombardia, dell'Umbria, delle Marche e del Lazio, e iniziò a caratterizzarsi per un progressivo irrigidimento, che comportò la perdita della flessibilità che aveva contraddistinto la fase antecedente. Nel Trecento, infatti, con la pittura infamante si andarono a colpire quasi esclusivamente i colpevoli di falso, bancarotta e, soprattutto, tradimento, riduzione a cui si accompagnò un analogo restringimento della cerchia dei puniti e del loro contesto sociale di appartenenza, se è vero che infami erano, in primo luogo, aristocratici e militari, ovvero coloro che, da principio, potevano godere di quella fama e di quei diritti che la pittura infamante andava a limitare.
Il periodo che intercorre tra la fine del XIV e il XVI secolo vide il progressivo affievolirsi della pratica, che venne applicata, ormai quasi esclusivamente a Firenze, con sempre minore frequenza e quasi solo in caso di tradimento. Benché nei testi normativi sia possibile trovare traccia della pittura infamante fino al Seicento inoltrato, probabilmente per forza di tradizione, non si trova alcuna attestazione della sua applicazione oltre il 1537, data in cui Lorenzino de' Medici venne dipinto impiccato a testa in giù a seguito dell'assassinio del duca Alessandro. Probabilmente, lo spegnersi della pratica non fu estraneo al mutamento politico verificatosi in Italia tra XIV e XV secolo: come la volontà di rinsaldare il potere dei comuni di appartenenza guelfa aveva dato una spinta determinante all'applicazione della pittura infamante, il consolidamento delle signorie e la creazione di un tessuto sociale più organico rispetto a quello comunale possono essere considerati fattori determinanti per il progressivo abbandono della stessa, ormai troppo distante dal codice di comportamento elaborato dai nuovi ceti dirigenti.

## Descrizione

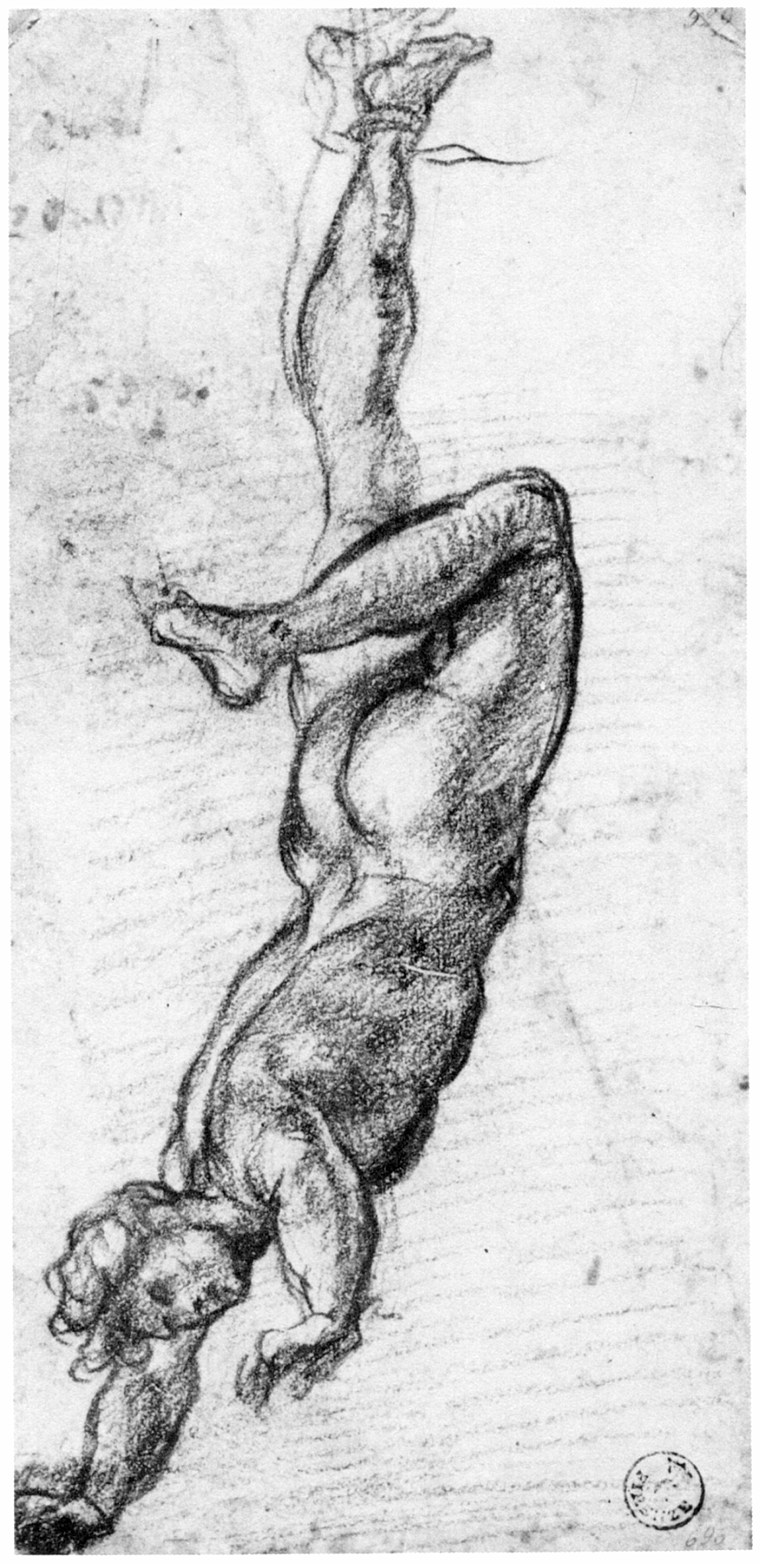
Andrea del Sarto, disegno preparatorio per la raffigurazione dei capitani impiccati

Analogamente ad altre pene infamanti, lo scopo della pittura di infamia era quello colpire pubblicamente l'individuo nell'onore e nella rispettabilità, mediante il ricorso a una punizione che coinvolgesse il gruppo sociale di appartenenza. In particolare, questa singolare forma di punizione, prevista tanto negli statuti di piccoli e grandi centri quanto nella normativa di alcune associazioni private, consisteva nel dipingere l'immagine di coloro che si erano macchiati di specifici reati nei luoghi più frequentati e importanti della città, quali il Palazzo del Podestà, il Palazzo del Comune, oppure i muri prospicienti le piazze o le vie principali.
Questa pena non aveva solamente la funzione di minare la rispettabilità del condannato dal punto di vista dell'opinione pubblica, ma andava a privare l'individuo di alcuni suoi diritti fondamentali. Coloro che venivano colpiti da infamia, infatti, non potevano avere accesso a incarichi laici ed ecclesiastici, non potevano rappresentare o essere rappresentati in giudizio, inoltre venivano sottoposti a  pene più severe rispetto a coloro che mantenevano una buona reputazione.
Tra i principali reati puniti tramite immagine vi erano, in primo luogo, quelli di carattere politico ed economico. Innanzitutto, venivano colpiti i rei di tradimento, crimine più infame secondo la coscienza sociale dell'epoca, ma anche i bancarottieri, i falsari, i ladri e gli assassini.
Di norma, la realizzazione dell'immagine d'infamia avveniva in tempi molto rapidi, di modo che, tra il momento della condanna e la raffigurazione dell'infamato, trascorresse il minor tempo possibile, ragione che porta a escludere la possibilità che i pittori prestassero particolare cura alla fedele rappresentazione delle caratteristiche fisionomiche del condannato. Poiché l'effettiva somiglianza all'individuo non era ritenuta un fattore determinante per l'efficacia della pena, l'infame veniva generalmente reso identificabile mediante il ricorso a didascalie, inizialmente costituite dalla semplice indicazione del nome del colpevole e del reato commesso, e in seguito arricchite di altri elementi, quali rime o composizioni, spesso oltraggiose.